# 阿巴克雷采利湖
阿巴克雷采利湖是白俄羅斯的湖泊，位於該國北部，由維捷布斯克州負責管轄，長0.52公里、寬0.4公里，面積0.16平方公里，集水區面積2.25平方公里。